# Kedai Palak Kerambil
Kedai Palak Kerambil is een bestuurslaag in het regentschap Aceh Barat Daya van de provincie Atjeh, Indonesië. Kedai Palak Kerambil telt 386 inwoners (volkstelling 2010).